# Pascal Braud
Ne doit pas être confondu avec le journaliste Pascal Praud.
Pascal Braud est un footballeur français né le 21 novembre 1968 aux Sables-d'Olonne (Vendée). Il joue au poste de défenseur central du début des années 1990 au milieu des années 2000, avant de se reconvertir comme entraîneur, principalement dans un rôle d'adjoint.

## Biographie

### Carrière de joueur
Pascal Braud commence le football en Vendée. En 1984, il participe à la Coupe nationale des cadets avec la sélection de la Ligue Atlantique, dont les têtes d'affiche sont Didier Deschamps et Marcel Desailly. En 1985 il arrive au centre de formation du Stade lavallois en 1985, en provenance de l'AEPB Bourg-sous-la-Roche.
Ce défenseur central, qui brillait par sa puissance (1,91 m pour 82 kg), joue 377 matchs et inscrit quinze buts en Division 2, essentiellement avec Laval et Niort. Avec le Stade lavallois il est demi-finaliste de la Coupe de France face au PSG en 1993.
Lors de l'intersaison 1996, en fin de contrat avec Saint-Brieuc, il participe à Clairefontaine au stage de l'UNFP destiné aux joueurs sans contrat.
De 1999 à 2001 il est l'un des deux délégués syndicaux de l'UNFP au sein des Chamois niortais,. Il occupe de nouveau cette fonction à Dijon de 2003 à 2005.

### Reconversion
En mars 2003, après deux sessions de stage et un examen au CTNFS de Clairefontaine, Pascal Braud obtient la partie spécifique du Brevet d'État d'éducateur sportif premier degré (BEES 1er degré), mise en place par la FFF pour les joueurs professionnels en reconversion. C'est la première marche incontournable pour obtenir le diplôme d'entraîneur de football (DEF). En février 2006, il obtient le BEES 2e degré. Il est également titulaire du BEPF.
En 2010-2011 il participe à « Dix mois vers l'emploi », programme développé par l'UNECATEF à destination des entraîneurs sans club.
Il est aujourd'hui entraîneur adjoint de l'EA Guingamp, en Ligue 2.